# Jbel Ayachi
O Jbel Ayachi (monte Ayachi) ou Djebel Ayachi é uma montanha do Alto Atlas, em Marrocos, cujo cume tem 3 757 metros de altitude. Situada a sudoeste da cidade de Midelt, faz parte da  província de Quenifra. Apesar da tradução mais aproximada do termo jbel ser "montanha", Jbel Ayachi designa toda a cadeia montanhosa que se estende por cerca de 40 km e tem doze cumes que ultrapassam os 3 500 m.
A serra é um dos atrativos dos visitantes de Midelt, pelas paisagens, pelas florestas de carvalhos e cedros das encostas a norte e pelas paisagens áridas, viradas para o deserto do Saara, das encostas sul. Os cedros, frequentes no Médio Atlas e no Rife a altitudes superiores a 1 500 m, no Alto Atlas só se encontram no Jbel Ayachi. Uma das zonas mais populares pela sua beleza é o chamado circo de Jaffar. Apesar da proximidade do Saara, os cumes mantêm-se com neve até maio e frequentemente até junho. Outrora a região foi intensamente florestada, mas atualmente a maior parte dos terrenos estão desnudados, sobretudo devido ao pastoreio excessivo.